# Mekarsari (Maja)
Mekarsari is een bestuurslaag in het regentschap Lebak van de provincie Banten, Indonesië. Mekarsari telt 2581 inwoners (volkstelling 2010).